# La Forge
La Forge és un municipi francès, situat al departament dels Vosges i a la regió del Gran Est. L'any 2007 tenia 563 habitants.

## Demografia

### Població
El 2007 la població de fet de La Forge era de 563 persones. Hi havia 218 famílies, de les quals 52 eren unipersonals (32 homes vivint sols i 20 dones vivint soles), 69 parelles sense fills, 73 parelles amb fills i 24 famílies monoparentals amb fills.
La població ha evolucionat segons el següent gràfic:
Habitants censats

### Habitatges
El 2007 hi havia 320 habitatges, 218 eren l'habitatge principal de la família, 88 eren segones residències i 15 estaven desocupats. 230 eren cases i 91 eren apartaments. Dels 218 habitatges principals, 170 estaven ocupats pels seus propietaris, 45 estaven llogats i ocupats pels llogaters i 3 estaven cedits a títol gratuït; 3 tenien una cambra, 13 en tenien dues, 24 en tenien tres, 44 en tenien quatre i 134 en tenien cinc o més. 67 habitatges disposaven pel capbaix d'una plaça de pàrquing. A 102 habitatges hi havia un automòbil i a 100 n'hi havia dos o més.

### Piràmide de població
La piràmide de població per edats i sexe el 2009 era:
| Homes | Edats   | Dones |
| ----- | ------- | ----- |
| 0     | 95 o +  | 0     |
| 4     | 90 a 94 | 0     |
| 0     | 85 a 89 | 4     |
| 0     | 80 a 84 | 0     |
| 4     | 75 a 79 | 4     |
| 12    | 70 a 74 | 8     |
| 16    | 65 a 69 | 20    |
| 12    | 60 a 64 | 12    |
| 20    | 55 a 59 | 12    |
| 36    | 50 a 54 | 12    |
| 16    | 45 a 49 | 16    |
| 36    | 40 a 44 | 36    |
| 20    | 35 a 39 | 12    |
| 12    | 30 a 34 | 12    |
| 16    | 25 a 29 | 8     |
| 20    | 20 a 24 | 12    |
| 24    | 15 a 19 | 16    |
| 28    | 10 a 14 | 28    |
| 24    | 5 a 9   | 16    |
| 4     | 0 a 4   | 8     |

## Economia
El 2007 la població en edat de treballar era de 368 persones, 267 eren actives i 101 eren inactives. De les 267 persones actives 251 estaven ocupades (144 homes i 107 dones) i 16 estaven aturades (7 homes i 9 dones). De les 101 persones inactives 31 estaven jubilades, 30 estaven estudiant i 40 estaven classificades com a «altres inactius».

### Ingressos
El 2009 a La Forge hi havia 229 unitats fiscals que integraven 577,5 persones, la mediana anual d'ingressos fiscals per persona era de 16.784 €.

### Activitats econòmiques
Dels 18 establiments que hi havia el 2007, 1 era d'una empresa extractiva, 3 d'empreses de fabricació d'altres productes industrials, 5 d'empreses de construcció, 3 d'empreses de comerç i reparació d'automòbils, 2 d'empreses d'hostatgeria i restauració, 1 d'una empresa financera, 2 d'empreses de serveis i 1 d'una entitat de l'administració pública.
Dels 9 establiments de servei als particulars que hi havia el 2009, 2 eren tallers de reparació d'automòbils i de material agrícola, 1 establiment de lloguer de cotxes, 1 paleta, 3 fusteries, 1 electricista i 1 restaurant.
L'any 2000 a La Forge hi havia 5 explotacions agrícoles.

## Equipaments sanitaris i escolars
El 2009 hi havia una escola elemental.

## Poblacions més properes
El següent diagrama mostra les poblacions més properes.